# Kerényi Ferenc
Kerényi Ferenc (Budapest, 1944. március 7. – Budapest, 2008. október 29.) magyar pedagógus, színháztörténész, irodalomtörténész, egyetemi tanár.

## Életpályája

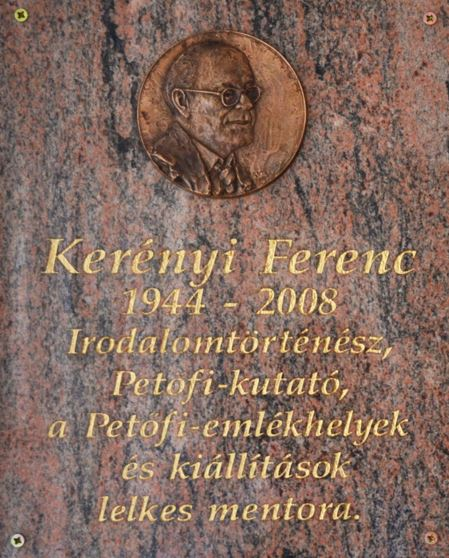
Emléktáblája Petőfi Sándor szülői házában

Egyetemi tanulmányait az ELTE BTK magyar–történelem szakán végezte el 1963-1968 között. 1968-1976 között középiskolai tanárként dolgozott. 1970-1990 között az ELTE oktatója volt. 1972-ben doktorált. 1976-1982 között a Petőfi Irodalmi Múzeum munkatársa volt. 1982-1983 között a Magyar Színházi Intézet tudományos munkatársa, 1983-1992 között igazgatója volt. 1992-től a Magyar Tudományos Akadémia Irodalomtudományi Intézetének munkatársa, valamint a Színház- és Filmművészeti Főiskola oktatója volt.
Kutatási területe: a XIX. századi irodalom és a XIX-XX. századi drámairodalom és színjátszás története.
Gyermekei: Kerényi Kata (1979–) Kerényi Anna (1989–)
Születésének 70. évfordulóján emléktáblát avatott Kiskőrösön, a Petőfi Szülőház és Emlékmúzeumban a Múzeum és az Irodalmi Hagyományápolók Köre. A délutáni programban Darvay Nagy Adrienne (A Tigris és hiéna) és Sirató Ildikó (Petőfi színpadi munkái) tartott előadást, majd baráti beszélgetéssel emlékeztek a Magyar Tudományos Akadémia Irodalomtudományi Intézetének egykori tudományos tanácsadójára.

## Művei
- A színjátéktípusok történeti leírásának elmélete és gyakorlata. Hamlet-előadások hazánkban 1790-1840; Magyar Színházi Intézet, Budapest, 1975 (Színházelméleti füzetek, 2.)
- A borzasztó torony. Képek a magyar vándorszínészet világából; szerk.; Magvető, Budapest, 1979 (Magyar tallózó)
- Petőfi Sándor Bánk bán [A hasonmásban mellékelt verskézirat szövege]; bemutatja Kerényi Ferenc; Helikon, Budapest, 1979 (Kézirattár)
- Egressy Gábor válogatott cikkei (1838-1848); szerk.; Magyar Színházi Intézet, Budapest, 1980 (Színháztörténeti könyvtár – Új sorozat, 11.)
- Az élő Jókai. Tanulmányok; szerk.; Petőfi Irodalmi Múzeum–Népművelési Propaganda Iroda, Budapest, 1981
- Kölcsey Ferenc "Mi az élet tűzfolyása?". Kilenc vers. [A hasonmásban mellékelt kéziratok szövege]; bemutatja Kerényi Ferenc; Helikon, Budapest, 1981 (Kézirattár)
- A régi magyar színpadon. 1790-1849; Magvető, Budapest, 1981 (Elvek és utak)
- A vándorszínészettől a Nemzeti Színházig; szerk.; Szépirodalmi, Budapest, 1987 (Magyar levelestár)
- A Nemzeti Színház 150 éve; szerk.; Gondolat, Budapest, 1987
- 77 ismeretlen dokumentum a régi Nemzeti Színházból, 1838-1885; szerk.; Múzsák, Budapest, 1989
- Madách Imre válogatott művei; szerk. Horváth Károly, Kerényi Ferenc; Szépirodalmi, Budapest, 1989
- Magyar színháztörténet I. 1790-1873; szerk. Székely György, Kerényi Ferenc; Akadémiai, Budapest, 1990
- Petőfi és kora, 1842-1849; Petőfi Irodalmi Múzeum, Budapest, 1990 (Képes bevezető a magyar irodalom világába)
- Kerényi Ferenc–Szabó Péter: Farkas András rajzai Madách Imre Az ember tragédiája című művéhez; Balassagyarmati Honismereti Kör–Madách Imre Városi Könyvtár, Balassagyarmat, 1992
- Petőfi Sándor élete és kora 1823-1849. Életrajzi album; szerk. Kerényi Ferenc, Kovács Ida; Unikornis, Budapest, 1998
- A magyar színikritika kezdetei, 1790-1837, 1-3.; sajtó alá rend.; Mundus, Budapest, 2000 (A magyar irodalomtörténetírás forrásai)
- Petőfi a szomszéd és rokon népek nyelvén; szerk. Gulya János, Kerényi Ferenc; Lucidus, Budapest, 2000 (Kisebbségkutatás könyvek)
- Pest vármegye irodalmi élete, 1790-1867; Pest Megye Monográfia Közalapítvány, Budapest, 2002 (Előmunkálatok Pest megye monográfiájához)
- Petőfi Sándor; Elektra Kiadóház, Budapest, 2002 (Élet-kép)
- Bajza József: Szó és tett jellemzik az embert; szerk.; Kriterion, Kolozsvár, 2004 (Téka)
- A magyar dráma antológiája; vál., szerk.; Osiris, Budapest, 2005 (Osiris klasszikusok)
- Madách Imre: Az ember tragédiája. Drámai költemény; sajtó alá rend., jegyz. Kerényi Ferenc, a mű kéziratának írásszakértői vizsgálatát végezte Wohlrab József; szinoptikus kritikai kiadás; Argumentum, Budapest, 2005
- "Szólnom kisebbség, bűn a hallgatás". Az irodalmi élet néhány kérdése az abszolutizmus korában; Békés Megyei Levéltár, Gyula, 2005
- Madách Imre. 1823-1864; Kalligram, Pozsony, 2006 (Magyarok emlékezete)
- Petőfi Sándor élete és költészete. Kritikai életrajz; Osiris, Budapest, 2008 (Osiris monográfiák)
- Színek, terek, emberek. Irodalom és színház a 18-19. században; Ráció, Budapest, 2010 (Ligatura)

## Díjai, kitüntetései
- Az irodalomtudományok kandidátusa (1977)
- Móricz Zsigmond-díj (1987)
- Széchenyi professzor ösztöndíj (1998)
- Fitz József-díj (1999)
- Madách-díj